# حزب استعادة اليابان
حزب استعادة اليابان (باليابانية: 日本維新の会، تُلفظ: نيبون إشين نو كاي) حزب سياسي قومي يميني ياباني. تم تشكيله بعد حملة مبادرات من أوساكا في أكتوبر 2015، ونشأ من رحم حزب اليابان للابتكار وذلك بعد أن انشق عدد من أعضائه وشكلوا الحزب الجديد. أصبح حزب استعادة اليابان ثالث أكبر حزب معارض في البرلمان الوطني بعد انتخابات مجلس المستشارين في يوليو 2016.

## التاريخ
تم تشكيل الحزب في أكتوبر 2015 تحت اسم مبادرات من أوساكا من قبل كل من حاكم أوساكا إيشيرو ماتسوي وعمدة أوساكا تورو عاشيموتو، وذلك بعد أن غادروا زملائهم في حزب اليابان للابتكار.
كانت الانتخابات الرئيسية الأولى التي تنافس فيها الحزب هي انتخابات مجلس المستشارين في يوليو 2016. كان أداء الحزب جيداً في منطقة كانساي، حيث فاز بمقعدين من أربعة مقاعد في منطقة أوساكا الكبرى، وواحدًا من ثلاثة مقاعد في مقاطعة هيوجو الكبيرة. في كتلة العلاقات العامة الوطنية احتل الحزب المركز الخامس بـ 5,153,584 صوتًا وهو ما يمثل 9.2٪ من مجمل الأصوات، مما يعني أنه فاز بـ 4 من 48 مقعدًا. تركزت أغلبية أصواتها الفائزة حول أوساكا. حصل الحزب على أكبر عدد من الأصوات في محافظة أوساكا (1,293,626 صوت، 34.9 ٪)، وكان الثاني وراء الحزب الديمقراطي الليبرالي في محافظة هيوغو (470,526 صوت، 19.5 ٪). مكاسب الحزب من المقاعد البرلمانية جعلت الحزب ثالث أكبر كتلة معارضة في البرلمان الوطني. بعد الانتخابات قال ماتسوي إن العرض الضعيف خارج كانساي غير مقبول لحزب وطني، وأن الحزب سيتبنى اسمًا جديدًا لا يتضمن كلمة «أوساكا» في محاولة لتوسيع نطاق جاذبيته على الصعيد الوطني. في اجتماع عقد في 23 أغسطس 2016 صوت الحزب على تغيير اسمه إلى نيبون إيشين نو كاي.